# Militärhafen von Classe
Koordinaten: 44° 23′ 43,4″ N, 12° 13′ 8,9″ O
Classe war ein Militärhafen, der sich südöstlich von Ravenna an der Küste der Adria befand. Classe war für über fünfhundert Jahre ein wichtiger Militärhafen. Solange er nicht als Militärhafen genutzt wurde, war er der Handelshafen von Ravenna in der Blütezeit des Römischen Reichs. Der Name Classe stammt vom lateinischen Wort classis (Flotte).

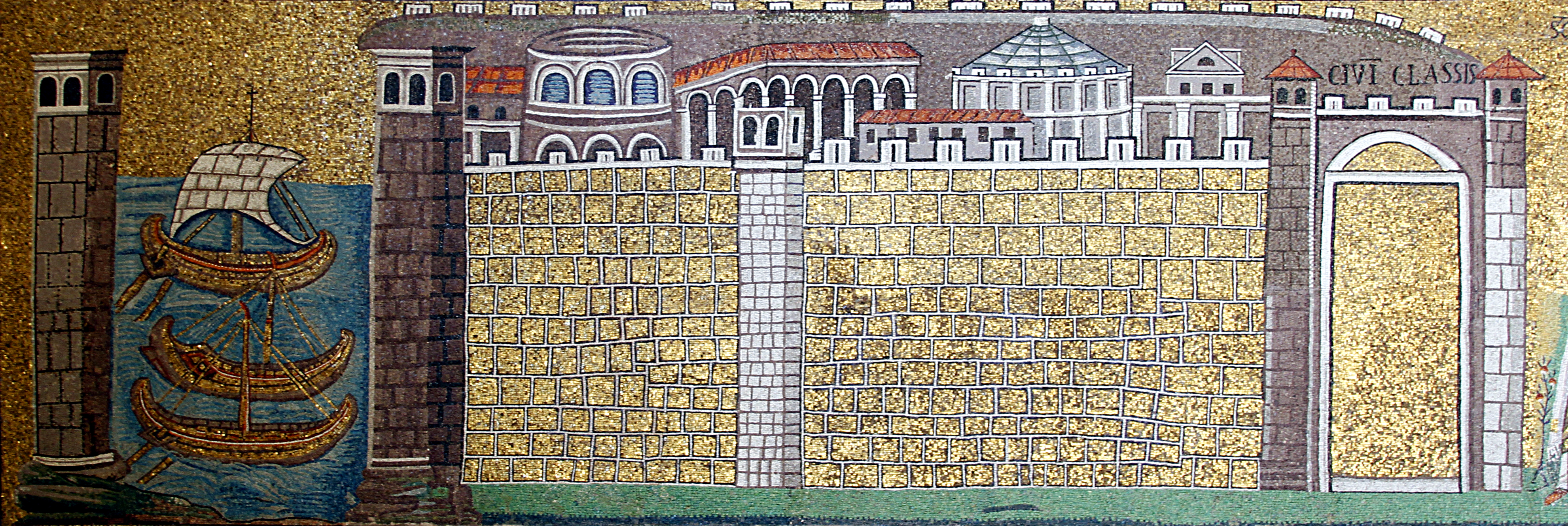
Mosaik in der Kirche Sant’Apollinare Nuovo in Ravenna mit einer Darstellung des Militärhafens von Classe

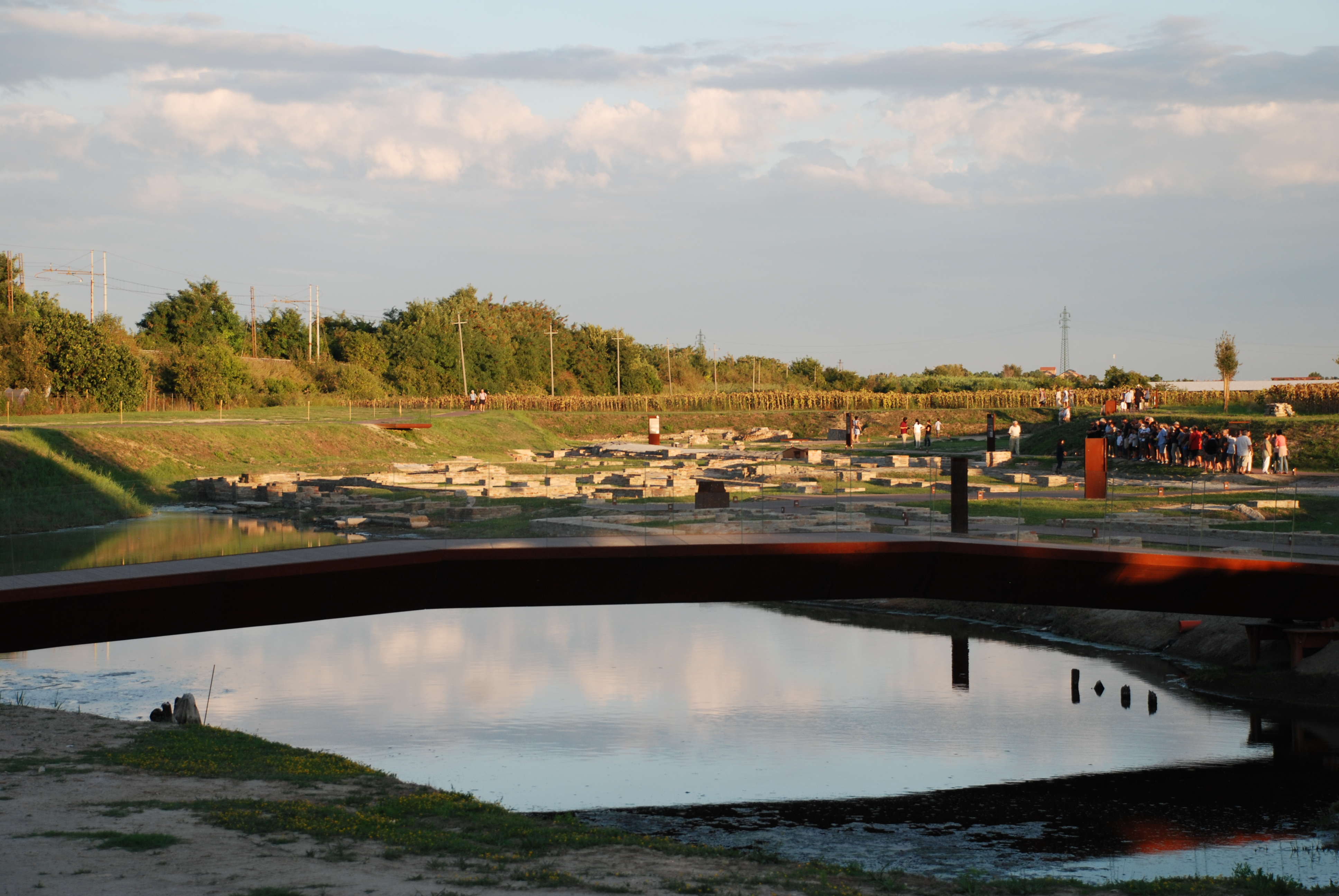
Übersicht über die Ausgrabungsstätte des Militärhafens von Classe

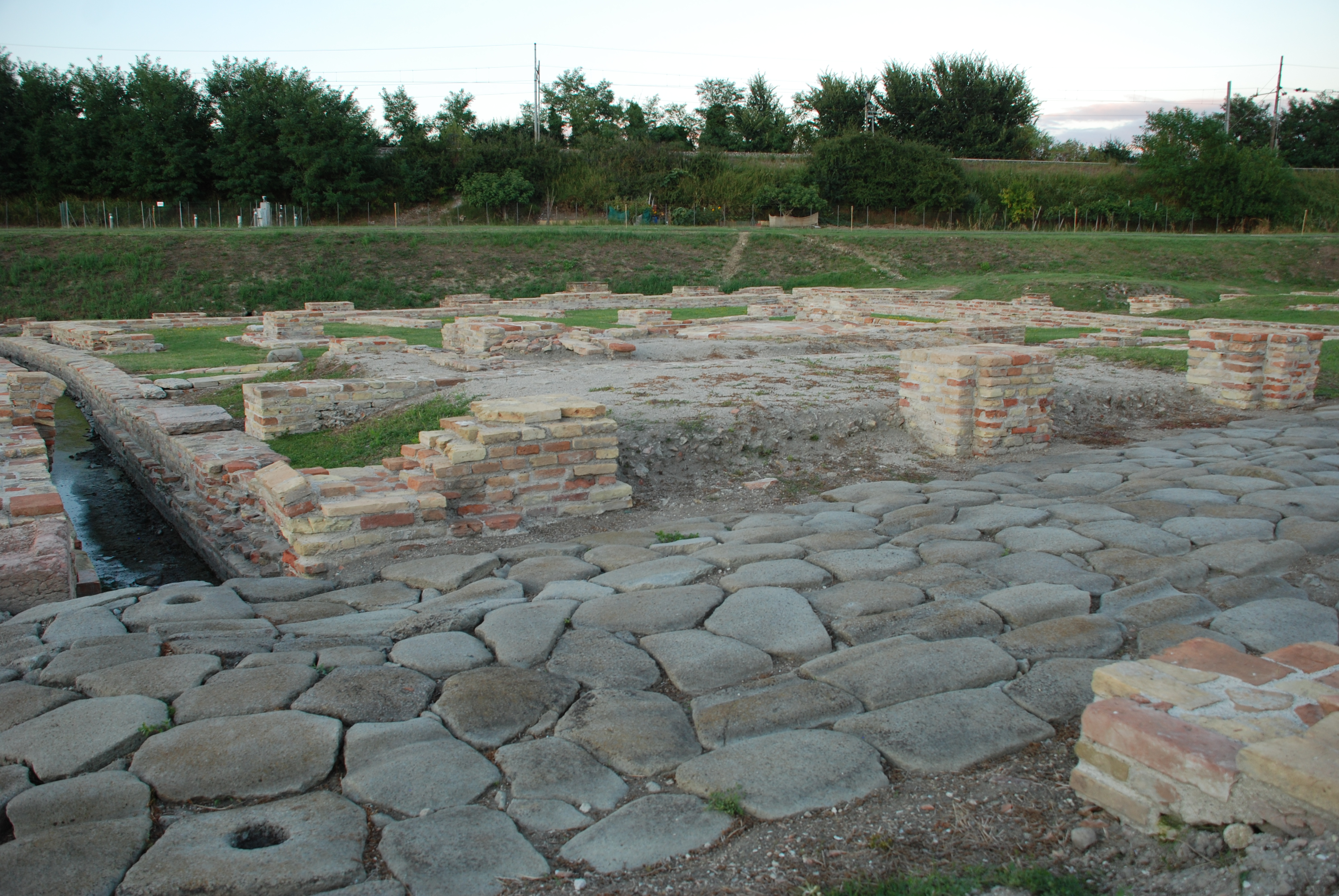
Antike Straße, Fundamente von Lagerhäusern und Kanäle im Hafen Classe

## Römische Republik
Zu Zeiten der Römischen Republik war Classe ein kleiner Handels- und Fischereihafen. Die Stadt Ravenna wurde im 3. oder 2. Jahrhundert v. Chr. gegründet.

## Frühe Kaiserzeit

### Ursprünge von Classe
Zwischen 35 und 12 v. Chr. machte Octavian (später bekannt als Augustus) den Hafen von Ravenna zu einem Flottenstützpunkt. Südlich des Hafens lagen Friedhöfe, aber im 2. Jahrhundert wurden diese von der expandierenden Stadt, später Classe genannt, überdeckt.
Augustus wählte Classe wahrscheinlich wegen seiner strategisch günstigen Lage. Das Gebiet, in dem Augustus den Hafen ursprünglich errichten wollte, war eine Lagune. Von Land aus war die Lagune nicht angreifbar, da sie von allen Seiten von Sümpfen umgeben war. Anders als die Häfen von Portus oder Ostia besaß Classe keinen hexagonalen Grundriss. Die Fundamente wurden auf Stelzen ins Wasser gesetzt. Als diese im Boden verankert waren, wurde der Hafen aus großen Eichenbalken darüber errichtet. Im 1. Jahrhundert n. Chr. verbauten die Arbeiter auch Keramikteile. Im 2. Jahrhundert wurde der gesamte Hafen in Ziegelbauweise neu aufgeführt. Augustus nutzte den Hafen nur für militärische Zwecke. Die Stadt hatte nur einen strategischen Schwachpunkt, den Zugang zu Süßwasser. Dies wurde von Kaiser Trajan behoben, der ein 35 km langes Aquädukt errichten ließ, das Ravenna und wahrscheinlich auch Classe mit Wasser versorgte. Nachdem die Flotte dauerhaft in Classe stationiert worden war, wuchs die Bevölkerung langsam aber stetig. Für die nächsten dreihundert Jahre war Classe einer der wichtigsten militärischen Häfen des römischen Reiches als Heimathafen der Ostmittelmeerflotte. Der Geschichtsschreiber Cassius Dio berichtet, die Flotte habe 250 Schiffe umfasst.
Vor dem Anlegen des Hafens gibt es keine Hinweise auf Besiedlung in der Gegend des späteren Classe. Archäologen haben nur einige Gräberfelder gefunden. Es ist nicht bekannt, ob diese Gräberfelder heidnisch oder christlich waren. Im 2. Jahrhundert n. Chr. setzte die Christianisierung der Gegend ein.

## Späte Kaiserzeit
Ausgelöst durch die Reichskrise des 3. Jahrhunderts begannen Ravenna und der Hafen von Classe zu verfallen.  Ravenna wurde zweimal in den 250ern und 260ern geplündert und der Hafen wurde nicht länger in Stand gehalten; er begann auszutrocknen und sich mit Schluff zu verfüllen. Als Ravenna 402 offizielle Residenz des weströmischen Kaisers Honorius wurde, prosperierte Classe noch einmal und das Wohngebiet südlich des Hafens wurde mit einem Wall umgeben. Eine wichtige Stütze der kaiserlichen Verwaltung waren die Getreidespeisungen aus den öffentlichen Magazinen der Stadt. Ravenna und der Hafen überlebten den Fall des weströmischen Kaisertums 476 und wurden von Theoderich dem Großen erneuert.

### Bewohner
Einige Seeleute und ihre Familien lebten in Ravenna. Der Großteil der Seeleute und ihrer Familien lebte aber in den Kasernen der kaiserlichen Flotte (obwohl Matrosen in kaiserlichen Diensten offiziell das Heiraten verboten war). Classe war dem kaiserlichen Präfekten für die kaiserliche Flotte unterstellt. Als Ravenna 402 kaiserliche Residenz wurde, fiel Classe unter dessen Rechtsprechung.

### Christlicher Einfluss
Der Hafen von Classe wurde zu einem Brückenkopf der Christianisierung Italiens. Gräber aus dem 2. Jahrhundert zeigen den einsetzenden christlichen Einfluss in Classe. Ab dem 4. Jahrhundert wurde Classe mit zahlreichen prächtigen Kirchen ausgestattet sowie mit seinem eigenen Baptisterium. Das Zentrum des christlichen Lebens war die Kirche, die dem ersten Bischof von Ravenna, Apollinaris von Ravenna, gewidmet wurde. Sant’Apollinare in Classe ist die einzige verbliebene dieser Kirchen. Weitere Kirchen in der Nähe von Sant’Apollinare waren anderen früheren Bischöfen gewidmet. Es gibt keinen Hinweis, dass Classe einen eigenen Bischof hatte.
In der Kirche Sant’Apollinare Nuovo in Ravenna gibt es ein Mosaik, das den Hafen von Classe in den 520ern abbildet. Dort sind ein Amphitheater und eine Basilika abgebildet. Der Eingang zum Hafen wird von zwei Leuchttürmen flankiert. Die Reste dieser Leuchttürme wurden nie gefunden.

## Die Flotte von Classe

### Weströmisches Reich
Die in Classe stationierte Flotte bestand aus Trieren, Quadriremen und Liburnen. Die Schiffe waren nach Gottheiten und Flüssen benannt. Die kaiserliche Flotte beschäftigte Axtmacher, Zimmermänner, Ärzte, Fahnenträger, Hornbläser, Offiziere, Ruderer, Kapitäne sowie Taktgeber, Schreiber, Matrosen und Waffenschmiede. So waren insgesamt über 10.000 Mann direkt oder indirekt bei der Flotte beschäftigt. Die Flotte wurde hauptsächlich zur Friedenssicherung im Mittelmeer eingesetzt. Ihr Operationsgebiet waren die Adria und die Ägäis, allerdings gelangte sie auf ihren Patrouillen gelegentlich bis nach Spanien. Im Jahr 24 n. Chr. wurde die Flotte zur Niederschlagung einer Sklavenrevolte in Brundisium eingesetzt. In Friedenszeiten wurde die Flotte zur Bekämpfung von Piraten eingesetzt. Heutige Historiker schreiben der Flotte einen wichtigen Beitrag zur fast völligen Abwesenheit von Piraterie in der frühen Kaiserzeit zu. Im Jahr 69 hatte die Flotte von Classe angeblich 5.000 Schiffe. Im Jahr 324 hatte sich die kaiserliche Flotte in Classe aufgelöst. Dies ist wahrscheinlich auf den Bürgerkrieg zwischen Konstantin dem Großen und den anderen Tetrarchen Maxentius und Licinius zurückzuführen. Das Kaiserreich besaß nicht mehr die Mittel, um eine Flotte in Classe zu unterhalten.

## Ostgotische Periode
Das Weströmische Reich endete 476, als Odoaker, ein germanischer magister militum, den letzten weströmischen Kaiser Romulus Augustulus absetzte und sich selbst zum König von Italien erklärte. Der Kaiser des Ostreiches, Zenon, war aber bestrebt, Odoakers Herrschaft über Italien zu brechen. Zenon ermutigte Theoderich den Großen, Italien zu erobern und in seinem Namen zu regieren. Zwar war Theoderich erfolgreich, doch erklärte er sich nun selbst zum König von Italien und machte Ravenna zu seiner Hauptstadt. Das Ostgotenreich existierte von 490 bis 552. Als Theoderich Italien eroberte, war Classe bereits in Teilen versandet, er ließ aber Instandsetzungsarbeiten ausführen. Trotz der Erneuerung war Classe nicht länger ein Militärhafen und wurde aus dem Register offizieller Militärhafen gestrichen. Stattdessen wurde Classe zu einem Handelshafen für Norditalien.

## Exarchat von Ravenna
Kaiser Justinian I. entsandte seinen Feldherr Belisar, um Italien für das Römische Reich zurückzuerobern. Im Jahr 540 wurde Classe von Belisar im Gotenkrieg erobert. Es verblieb bis zum Jahr 751 unter oströmischer Kontrolle. Justinian, der die strategische Lage von Classe erkannt hatte, ließ den Hafen wiederherstellen. Der Hafen von Classe wurde schnell zum zweitwichtigsten des Reiches nach dem von Konstantinopel. So wurde Classe im 6. Jahrhundert ein drittes Mal zu einem blühenden Handelszentrum. Die Bevölkerung wuchs und neue Kirchen wurden gebaut, zum Beispiel Sant’Apollinare in Classe. Zur besseren Verteidigung wurde spätestens 584 das Exarchat von Ravenna eingerichtet.

## Langobardenkriege
579 überfielen die Langobarden Ravenna und plünderten Classe. Der Raubzug wurde von Faroald I., dem Herzog von Spoleto, angeführt, der beide Städte für kurze Zeit kontrollierte. Der Suebe, bzw. Alamanne Drocdulf eroberte Classe in oströmischen Diensten zurück und zwang die Langobarden, Ravenna an das Oströmische Reich zurückzugeben. Im Jahr 717/18 eroberte ein anderer langobardischer Herzog, ebenfalls Faroald genannt, Classe, wurde aber von König Liutprand angehalten, die Stadt wieder zu verlassen. Liutprand selbst eroberte Ravenna wenig später, verlor die Stadt aber wieder an die Oströmer, die von Venedig unterstützt wurden. Im Jahr 751 gelang es dem Langobardenkönig Aistulf Ravenna einzunehmen. Damit war das Exarchat von Ravenna aufgelöst. Während der Langobardenkriege scheint Classe dauerhaft verwüstet worden zu sein. Der Hafen verlandete nun vollständig. Die Bevölkerungszahl sank über die Jahrhunderte stark. Nach dieser Zeit war Classe bedeutungslos.

## Mittelalter
Der fränkische König Pippin der Kurze entriss den Langobarden 756 Ravenna; in der Pippinschen Schenkung wurden Ravenna und Classe dem Kirchenstaat vermacht. Mitte des 9. Jahrhunderts wurde Classe von muslimischen Arabern geplündert. Zu einem unbekannten Zeitpunkt während des Mittelalters zerstörte der Fluss Po den Hafen von Classe vollständig. Deshalb gibt es keine Überreste des antiken Hafens.

## Heute
Seit dem 16. Juli 2015 kann der Hafen von Classe mit den Resten einer antiken Straße und Lagerhäusern als archäologische Sehenswürdigkeit auf dem Ausgrabungsgelände in Classe bei Ravenna von rund 10.000 Quadratmetern besichtigt werden.
Der Erdboden unter Ravenna und Classe senkt sich seit Jahrhunderten. Dies erschwerte die Ausgrabungen. Die Verlandung hat dazu geführt, dass sich die Küste mehrere Kilometer nach Osten verschoben hat.
Sehenswürdigkeiten:
Sant’Apollinare in Classe